# The Troika (Kuala Lumpur)
The Troika es un complejo de tres torres residenciales de lujo situado en Kuala Lumpur, Malasia, en la esquina de Jalan Binjai y Persiaran KLCC, detrás de Menara Citibank y Nikko Hotel. 
Promovido por Bandar Raya Developments Berhad y diseñado por Foster and Partners, The Troika contiene tres torres de vidrio de diferente altura, que rodean un parque situado en el medio. Estas tres torres tienen una altura de 160 m (525 pies), 177 m (581 pies) y 204 m (669 pies) con 38, 44 y 50 plantas, respectivamente. The Troika tiene dos puentes de cristal que conectan un sky lobby en la planta 24 que se extiende por las tres torres. Otros componentes de The Troika contienen pequeñas oficinas (SOHO), boutiques, espacios comerciales y restaurantes.

## Premios
- Premio Cityscape al Mejor Promotor 2008
- CNBC Asia Pacific Property Awards 2008 - 5 Estrellas Mejor Rascacielos Residencial y 5 Estrellas Mejor Arquitectura[2]